# Diane Maliukaetau
Pas d'image ? Cliquez ici

a Compétitions nationales et continentales officielles uniquement.

b Matchs officiels uniquement.
Dernière mise à jour le 14 février 2024.
Diane Maliukaetau, née le 12 septembre 1986, est une joueuse néo-zélandaise de rugby à XV, de 1,76 m pour 95 kg, occupant le poste de pilier gauche en sélection nationale pour l'équipe de Nouvelle-Zélande.

## Biographie
Diane Maliukaetau fait une saison remarquée en club avec la province d'Auckland en 2004, l'année même où elle vient de se reconvertir du poste de numéro 8 vers celui de pilier.
Elle fait ses débuts internationaux avec l'équipe de Nouvelle-Zélande en 2005.
Elle dispute la Coupe du monde 2006, et est titulaire lors de la finale remportée face à l'Angleterre.
Elle arrête sa carrière de joueuse peu après le tournoi pour se consacrer à ses études.

## Palmarès
- Vainqueur de la Coupe du monde en 2006.